# McGinnis Peak (Antarktika)
Der McGinnis Peak ist ein 1270 m hoher und markanter Berg an der Dufek-Küste in der antarktischen Ross Dependency. Er ragt 6 km südwestlich des Oppegaard Spur und unmittelbar östlich des unteren Abschnitts des Kosco-Gletschers nahe dem Südrand des Ross-Schelfeises auf. Besonderes Merkmal dieses Bergs ist ein großer und unvereister Bergkessel an seinem Nordhang.
Wissenschaftler der United States Antarctic Service Expedition (1939–1941) entdeckten ihn. Der US-amerikanische Polarforscher Albert P. Crary erkundete ihn zwischen 1957 und 1958. Er benannte ihn nach dem Seismologen Lyle McGinnis (* 1931), der von 1958 bis 1959 Mitglied einer US-amerikanischen Mannschaft war, die das Viktorialands zu Erkundungszwecken durchquert hatte.